# The Con
The Con é uma série de televisão americana de true crime que estreou na ABC em 14 de outubro de 2020.
Produzida pela ABC News e narrada por Whoopi Goldberg, a série explora histórias de pessoas seduzidas por reivindicações e promessas que se mostraram boas demais para ser verdade, revelando como as vítimas foram enganadas e o custo de sua falsa confiança. A série também apresenta entrevistas com as pessoas apanhadas nos trapaças, vítimas, testemunhas oculares, aplicação da lei e os próprios perpetradores.

## Episódios
| N.º | Título                  | Exibição original     | Cód. de produção | Audiência EUA (milhões) |
| --- | ----------------------- | --------------------- | ---------------- | ----------------------- |
| 1   | "The Love Con"          | 14 de outubro de 2020 | 101              | 2.38                    |
| 2   | "The Heiress Con"       | 21 de outubro de 2020 | 102              | 2.72                    |
| 3   | "The Varsity Blues Con" | 28 de outubro de 2020 | 105              | 2.58                    |
| 4   | "The Fyre Festival Con" | 3 de março de 2021    | 106              | 1.85                    |
| 5   | "The Royal Con"         | 10 de março de 2021   | 103              | 1.70                    |
| 6   | "The Psychic Con"       | 17 de março de 2021   | 104              | 1.69                    |
| 7   | "The Wine Con"          | 24 de março de 2021   | 107              | 1.70                    |
| 8   | "The Hollywood Con"     | 31 de março de 2021   | 108              | 1.63                    |